# Eilum
Eilum ist ein Ortsteil der Gemeinde Kneitlingen im niedersächsischen Landkreis Wolfenbüttel.

## Geographie

### Geographische Lage
Eilum liegt in der Schöppenstedter Mulde am Südhang vom Olla (auch Ollaberg), der mit etwa 170 Metern Höhe dem Elm vorgelagert ist.

### Nachbarorte
| Hachum und Gilzum | Evessen                                     | Ampleben und Kneitlingen |
| Dettum            | Kompassrose, die auf Nachbargemeinden zeigt | Sambleben                |
| Weferlingen       |                                             | Bansleben                |

## Geschichte
Die erste urkundliche Erwähnung von Eilum ist nicht ganz gesichert. Im Jahr 888 taucht es erstmals als Odenheim auf. Allerdings führt auch das zwölf Kilometer entfernte Dorf Ahlum seinen Ursprung auf diese Erwähnung zurück. Bemerkenswert ist das Hügelgrab auf dem Zinterberg, etwa 300 Meter nördlich des Dorfes, markiert durch eine alte Eiche.
Aus Eilum haben sich einige Sagen erhalten. Eine erzählt davon, dass ein Kuhhirte während des Dreißigjährigen Krieges eine Heilquelle entdeckt habe, die vielen Menschen geholfen haben soll. Als das Dorf während der Kriegshandlungen niederbrannte, soll auch die Quelle versiegt sein. Im selben Krieg sollen die Eilumer auf dem Zinterberg einen großen Kupferkessel vor den brandschatzenden Kriegshorden versteckt gehalten haben – damit sie, wenn denn sonst schon alles zerstört ist, wenigstens im Herbst wieder ihr Zwetschenmus kochen konnten. Eine kuhlenartige Vertiefung auf dem Zinterberg soll noch heute von diesem Kesselversteck künden.
Eilum ist ein landwirtschaftlich geprägtes Dorf. Im Jahr 1979 begründeten einige Umweltaktivisten einen der ersten ökologischen Landwirtschaftsbetriebe der Region in Eilum. Bis heute verkauft der Hof seine Erzeugnisse im eigenen Hofladen, auf Wochenmärkten und in anderen Bio-Geschäften der Region. Seit April 2020 wird ergänzend eine Solidarische Landwirtschaft aufgebaut.
Neben der romanischen Dorfkirche gilt das ehemalige Pfarrhaus als Sehenswürdigkeit. Es steht unter Denkmalschutz, ebenso wie der Schäferhof mit seinem Löschwasserteich.
Im Jahr 1974 verlor Eilum seine Eigenständigkeit und wurde mit den Dörfern Ampleben, Bansleben und Kneitlingen zur Gemeinde Kneitlingen zusammengefasst.